# Oumar Dieng
Oumar Dieng (ur. 30 grudnia 1972 w Dakarze) – francuski piłkarz pochodzenia senegalskiego, grający na pozycji obrońcy. Był reprezentantem Francji U-23 na Igrzyska Śródziemnomorskie 1993.
Dieng spędził większość swojej kariery we Francji w Ligue 1, ale także grał w Sampdorii we włoskiej Serie A, tureckich Çaykur Rizespor, Trabzonsporze i Konyasporze oraz i w greckim AO Kawala.